# Kirtland, Ohio
Kirtland là một thành phố thuộc quận Lake, tiểu bang Ohio, Hoa Kỳ. Năm 2010, dân số của thành phố này là 6866 người.

## Dân số
- Dân số năm 2000: 6670 người.
- Dân số năm 2010: 6866 người.